# Johnsdorf-Brunn
Johnsdorf-Brunn là một đô thị thuộc huyện Feldbach trong bang Steiermark, nước Áo. Đô thị Johnsdorf-Brunn có diện tích 7,34 km², dân số cuối năm 2005 là 270 người.